# Золотаревка (Сумская область)
Золотаревка (укр. Золотарівка) — село,
Мартыновский сельский совет,
Тростянецкий район,
Сумская область,
Украина.
Код КОАТУУ — 5925085003. Население по переписи 2001 года составляло 100 человек .

## Географическое положение
Село Золотаревка находится на берегу реки Олешня,
выше по течению примыкает село Артемо-Растовка,
ниже по течению на расстоянии в 1 км расположено село Мартыновка.
Рядом проходит автомобильная дорога Т-1913.